# Dreifarbenweber
Der Dreifarbenweber (Ploceus tricolor, Syn.: Hyphantornis tricolor) zählt innerhalb der Familie der Webervögel (Ploceidae) zur Gattung der Ammerweber (Ploceus).
Der lateinische Artzusatz kommt von lateinisch tricolor ‚dreifarbig‘.
Der Vogel kommt in Äquatorialguinea, Angola, Benin, in der Demokratischen Republik Kongo, der Elfenbeinküste, Gabun, Ghana, Guinea, Kamerun, Kenia, Liberia, Nigeria, in der Republik Kongo, in Sierra Leone, Südsudan, Togo, Uganda und in der Zentralafrikanischen Republik vor.
Das Verbreitungsgebiet umfasst Tieflandwald, insbesondere Galeriewald, oder in Sumpfnähe auch Sekundärwald und alte Plantagen zwischen 700 und 1800 m Höhe.

## Merkmale
Die Art ist 17 cm groß und wiegt zwischen 32 und 44 g. Das Männchen ist auf der Oberseite schwarz mit einem hellen gelben Kragen; Flügeldecken und Schwanzoberseite sind auch glänzend schwarz. Auch die Schwanzunterseite ist schwarz, was ihn vom ansonsten ähnlich gefiederten Goldnackenweber (Ploceus aureonucha) unterscheidet. Die Unterseite ist dunkel kastanienbraun. Die Kehle ist schwarz, die Iris rotbraun, der Schnabel anthrazitfarben. Das Weibchen ist ganz schwarz bis auf den gelben Kragen, Jungvögel sind auf der Oberseite überwiegend schwärzlich mit stumpf rotbraunem Kopf, Flügeldecken und Unterseite.

## Geografische Variation
Es werden folgende Unterarten anerkannt:
- P. t. tricolor (Hartlaub, 1854), Nominatform – Sierra Leone, Südosten Guineas, Liberia, Elfenbeinküste, Süden Ghanas und Togos östlich bis Kamerun und den äußersten Südwesten der Zentralafrikanischen Republik, südlich bis Äquatorialguinea, Gabun, Kongo, äußerster Norden Angolas und Südwesten der Demokratischen Republik Kongo
- P. t. interscapularis Reichenow, 1893 – vorkommend in der Demokratischen Republik Kongo, in Uganda und im Nordwesten Angolas

## Stimme
Der Gesang des Männchens wird als hochtonig schnatternd, gefolgt von musikalischem Pfeifen „tsssui-tssui tsssuii“ sowie als drongoartiger Alarmruf „chchchchch“ beschrieben.

## Lebensweise
Die Nahrung besteht hauptsächlich aus Insekten.
Die Brutzeit liegt im März in Guinea, im Oktober in Liberia, zwischen August und Oktober in Ghana, Oktober und März in Nigeria, September und März in Gabun.
Das Nest wird hoch in den Wipfeln an dünne Äste gehängt. Das Gelege besteht aus zwei weißen oder bläulichen Eiern.
Dreifarbenweber sind monogam und brüten in großen Kolonien.

## Gefährdungssituation
Der Bestand gilt als nicht gefährdet (Least Concern).